# Alien Destroyer
Alien Destroyer (título original: Something Is Out There) es una miniserie de televisión de ciencia ficción de 1988 que se convirtió en una serie de televisión y que fue dirigida por Richard A. Colla. Tiene 2 temporadas. La primera consiste de 2 episodios (miniserie) y la segunda temporada está compuesta de 8 episodios, la cual fue cortada.

## Argumento
Dos policías investigan una serie de misteriosos asesinatos brutales, en los que se les extrajeron órganos corporales a las víctimas con una velocidad increíblemente rápida, imposiblemente hecha por un ser humano. Cuando uno de ellos, Jack Breslin, descubre a una joven que ha sido vista en las escenas de los crímenes, ella huye del lugar con armamento y tecnología superior al que existe en el planeta demostrando también una fuerza sobrehumana. Esa joven, Ta'Ra, habla luego con ese policía y descubre a través de esa conversación, que es una alienígena de una nave de prisión interestelar y que los asesinatos han sido cometidos por un poderoso alienígena xenomórfico que se había escapado de la prisión matando a todos los que estaban allí de forma telepática para luego huir a la Tierra.
Estando ella sola y sin posibilidad de alertar a los suyos, ella cogió armamento y tecnología de sus especie y persiguió al Xenomorpho hasta la Tierra con una nave espacial de esa prisión de corto alcance. Es consciente de que tiene intención de invadir La Tierra y conquistarla. Para ello ha cometido esos asesinatos para poder estudiar la biología humana, crear una apariencia humana así y luego llevar a cabo su cometido para luego continuar con otros planetas. Como ella es telépata, no puede actuar contra ese alienígena, mientras que el policía sí puede, cuyo colega muere más tarde a manos de ese alienígena. Ambos tendrán que juntar fuerzas para detenerlo y consiguen pararlo.

## Reparto
- Joe Cortese - Jack Breslin
- Maryam d'Abo - Ta'Ra
- George Dzundza - Frank Dileo
- Gregory Sierra - Capitán Victor Maldonado
- Kim Delaney - Mandy Estabrook
- John Putch - Wendle

## Producción y recepción
La miniserie costó 7.500.000$. Resultó ser un éxito sorpresa cuando se emitió y condujo a una serie de televisión de seguimiento, que se emitió seis meses después del estreno de la miniserie. Estaban planeados 13 episodios. La serie de televisión semanal vio a Jack Breslin (Joe Cortese) y al compañero extraterrestre Ta'Ra (Maryam d'Abo) investigando varios misterios extraterrestres y paranormales. Sin embargo esto no generó el interés de la audiencia por la miniserie y fue sacada por ello del aire después de solo seis de los ocho episodios producidos.